# 若狭和朋
若狭 和朋（わかさ かずとも、1942年（昭和17年）7月7日 - ）は、福岡県出身の日本の歴史研究家、元通商産業省職員。元岐阜県教師。
日本李登輝友の会岐阜県支部相談役。人間環境大学講師（非常勤）。九州大学大学院客員教授・教育学博士（Ph.d.）。発言集団シューレ代表。岐阜県関市在住。叔父に若狭得治。

## 略歴
1942年福岡市生まれ。福岡県立山田高等学校を経て、九州大学法学部政治学科を卒業の後、通商産業省に就職。ドイツ研修後、一時期岐阜県美濃加茂市の正眼寺で僧となる。その後、岐阜県の公立高校教員採用試験を受験し合格。1965年より岐阜県立高校の教師を務め、2003年に定年退職。日本の学校教育、とりわけ歴史教育への積年の義憤を動機として著作活動に入る。その後、人間環境大学講師と東アジア歴史文化研究会講師。発言集団シューレ代表となり、著述活動の他に講演活動などで政治問題や社会問題に対して提言を行っている。
発言集団シューレを立ち上げ、日本の近現代史の研究を続け、GHQ洗脳史観や自虐史観との決別を主張している。

## 人物・逸話
- つかこうへいとは幼馴染みでで、小学・中学・高校とも同窓であり、学年は若狭が上だった[2]。
- 元NHK会長の籾井勝人とは、高校・大学の同級生で学寮でも同室だった。
- 経済産業省の職員で赴いていたドイツフランクフルトにて、研修・修学していた。
- 書籍『日本の滅亡は近いのだろうか』対談者のフリッツは、通産省時代にフランクフルトに滞在した時以来の友人であり、歳は一歳下であるが、学歳は遥に先輩であるという[3]。
- ドイツ在住期に日本に残した妻が23歳で亡くなる[4]。研修・修学を終え帰国する。
- 岐阜県在住と教師になったのは深い理由があり、「・・・、大寺の雲水の一員になっていた。」との記載がある[5]。
- 関市長の亀山一二によると、正眼寺におかしな坊主いると聞き訪ねてみる。近縁者を亡くした悲しみから通産省の職を放棄して帰国し、寺の雲水として暮らしている若狭和朋に対して、亀山は「悲しい気持ちはわかるけども、どうだ、心機一転、高校の先生にならんか。」と諭し、立ち直りの切っ掛けを与えた。
- 岐阜県下の公立高校社会科教師として、38年間教鞭を執った。県立加茂農林高校[6]など職業高校の教師の辞令を受けた[7]。
- 教師時代では、高校野球の監督・部長を務めた。有力校ではない各高校の野球指導を行った。16年間に夏の公式戦では1勝しかしたことがない弱いチームを勝つチームへ変革させる。
- 生徒指導部の部長を15年間務めた。生徒たちを善導することは大変な苦労が要ったことだが、15年間は岐阜県下では、めずらしい記録だという[8]。

## 賞・論文
- 2011年、第4回「真の近現代史観」懸賞論文に入選（佳作）

## 著書
- 若狭和朋『衰弱する教育 - "生徒指導"渦中模索』公人社、1993年。ISBN 978-4-906430-41-3。
- 若狹和朋『日本人が知ってはならない歴史』朱鳥社、2004年。ISBN 978-4-434-04628-5。
- 若狹和朋『続・日本人が知ってはならない歴史』朱鳥社、2007年。ISBN 978-4-434-11358-1。
- 若狹和朋『日本人が知ってはならない歴史 戦後篇』朱鳥社、2009年。ISBN 978-4-434-13468-5。
- 若狹和朋『日露戦争と世界史に登場した日本』ワック、2012年8月31日。ISBN 978-4-898-31189-9。
- 若狹和朋『昭和の大戦と東京裁判の時代』ワック、2013年2月13日。ISBN 978-4-898-31190-5。
- 若狹和朋『歴史戦争の正体 日本を滅ぼす自虐史観とマルキシズム』幸福の科学出版、2015年7月17日。ISBN 978-4-86395-697-1。
- 若狹和朋『日本人よ、歴史戦争に勝利せよ GHQ洗脳史観への決別宣言』成甲書房、2015年11月20日。ISBN 978-4-88086334-4。

## 寄稿
- 『歴史通』2010年7月号、伊藤博文の暗殺犯は、安重根ではない。